# Juan Díaz de la Guerra
Juan Díaz de la Guerra (Jerez de la Frontera, 5 de julio de 1726 - Sigüenza, 29 de noviembre de 1800) fue un eclesiástico español, obispo de Mallorca y de Sigüenza. 

## Vida

### Primeros años
Nacido en Jerez en el seno de una ilustre familia descendiente de Cristóbal Colón, estudió filosofía y teología en el convento de dominicos de su ciudad natal. En 1747 entró como becario en el colegio de San Bartolomé y Santiago de la Universidad de Granada, en la que cuatro años después recibió la licenciatura en cánones de manos del canciller Juan Antonio de los Tueros. Fue profesor de derecho en la misma hasta 1755. 
Al año siguiente opositó para la canonjía doctoral de Toledo, aunque no se le llegó a admitir en el cabildo. El cardenal Fernández de Córdoba le cedió su plaza en el Consejo de la Gobernación y le nombró visitador eclesiástico. Fue también abogado de los Reales Consejos. 
En 1766 sacó plaza como auditor del Tribunal de la Rota en Roma en sustitución de José García Herreros. Pasó allí casi seis años, en los cuales ganó reputación de diligente, hábil dialéctico e instruido en griego, hebreo y árabe; favorecido por el ministro Tomás de Azpuru, fue nombrado maestrescuela de la catedral de Ciudad Rodrigo y abad de la iglesia colegial de Santa Ana en Barcelona.

### Obispo de Mallorca

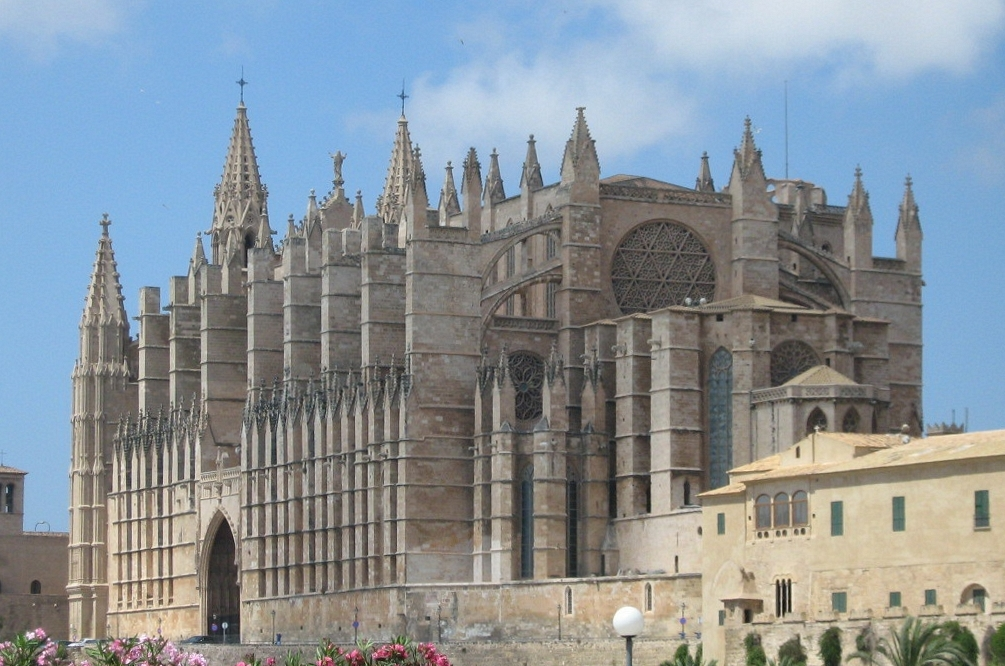
Catedral de Mallorca.

En 1772 el rey Carlos III le presentó para ocupar la diócesis de Mallorca, propuesta que fue aceptada sin problemas por la corte de Clemente XIV; recibió la consagración episcopal en Roma de manos del cardenal Pallavicino, asistido por el arzobispo de Patras Francesco Carafa y por el de Petra Francesco Saverio.
Durante su estancia en las islas impulsó las obras públicas, invirtiendo notables cantidades de dinero en las obras de acondicionamiento del puerto de Alcudia, dirigió y supervisó la publicación de la Summa Theologica de Tomás de Aquino, y promovió la formación del clero con la creación de la biblioteca episcopal y con la mejora del Seminario de San Pedro y su fusión con el Colegio La Sapiencia, que no llegó a verificarse por sus constantes enfrentamientos con las autoridades locales. 
Era el caso que en las islas Baleares se hallaba muy extendido el culto inmemorial a Raimundo Lulio, a pesar de que ya en tiempos de Paulo V y de Benedicto XIV la Santa Sede se había negado a su beatificación por encontrar serias dudas sobre la ortodoxia católica de alguna de sus obras.
El obispo Díaz, fiel seguidor de las disposiciones de Roma y de las doctrinas tomistas, se negó desde su llegada a permitir el culto luliano, ganándose la animadversión del ayuntamiento, del capitán general Antonio de Alós y de Rius, de la Universidad Luliana, de su propio cabildo y de gran parte de los feligreses, contando sólo con el apoyo de los dominicos. 
Cinco años después de su llegada, la situación había llegado a ser tan insostenible que tras ser llamado a Madrid para dar explicaciones, fue trasladado a la diócesis de Sigüenza.

### Obispo de Sigüenza

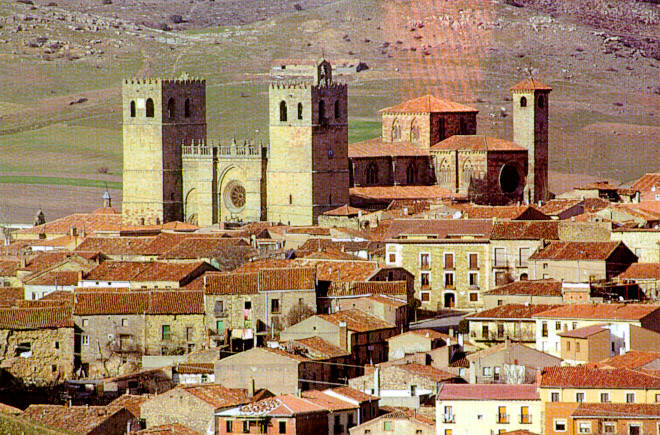
Catedral de Sigüenza.

Llegado a Sigüenza en diciembre de 1778, comenzó un episcopado que se caracterizó por la constante preocupación en promover las obras públicas y sociales: mandó construir puentes, caminos, hospederías, molinos, telares, fincas agrícolas, e incluso pueblos enteros. De entre ellos cabe destacar la Obra del obispo, una huerta de cien fanegas de sembradura en la que invirtió más de un millón de reales; la fundación en 1781 del barrio de San Roque de Sigüenza; la de Jubera al año siguiente sobre unos territorios abandonados propiedad de la diócesis; la reconstrucción de Iniéstola, que había quedado destruida en un incendio en 1796; la erección de la fábrica de papel de Gárgoles, que después fue cedida al hospital de San Mateo; la construcción de un corto trozo de la carretera Madrid-Zaragoza que pasase por Sigüenza; el establecimiento de  dotes para doncellas casaderas; el asilo que ofreció a más de doscientos frailes exiliados de la Revolución Francesa; o el restablecimiento de varias parroquias en la ciudad. 
En 1796 enfermó gravemente, y tras ceder en favor de la Corona la jurisdicción y derecho de patronato que tenía sobre Sigüenza, dirigió la sede mediante vicarios: primero el secretario de cámara Antonio Peña y después el canónigo Blas Álvarez de Palma.
Fallecido en 1800 a los 74 años de edad, fue sepultado en la capilla mayor de la Catedral de Sigüenza.